# スーパーガリッシュ!
スーパーガリッシュ！は、ユニット名の一つで、男性5人からなるグループである。プロデューサーはつんく♂（シャ乱Q）。ユニット名には｢！(エクスクラメーションマーク)｣が付くことに注意。

## メンバー
以下のメンバーからなり、それぞれ別の職業をもっている。
- 緑川竜之介（みどりかわりゅうのすけ）：寿司職人見習い
- 桃山ヨハン大輔（ももやまよはんだいすけ）：大学生
- 赤松正志（あかまつただし）：高校生
- 青柳哲男（あおやなぎてつお）：専門学校生徒
- 黄田力（おうだちから）：ダーツバー店長
  - 緑川、赤松、青柳は北海道出身で、桃山と黄田は高知県出身である。

コーラス参加者：
・つんく♂（TNX株式会社） - コーラス
・小湊美和 - コーラス  
・加藤大地（ジェイピールーム） - コーラス
・仁田宏和（ジェイピールーム） - コーラス
・弥富良平（ジェイピールーム）- コーラス
・渡部祐大（ジェイピールーム） - コーラス

## リリース曲
- 『ザ☆YOSAKOI ソーラン祭り』
  - YOSAKOIソーラン祭りイリュージョンオフィシャルソング
  - 2005年5月15日リリース。作詞・曲つんく　インディーズシングルである。
  - カップリングに『おおきに。道端から…』（作詞・曲つんく。すっぽんファミリーガリッシュ）がある。

## 発売先
- GOOD FACTORY